# Stefan Neuberger (Kameramann)
Stefan Neuberger (* 1983 in Nürnberg) ist ein deutscher Kameramann und Filmregisseur.

## Leben
Stefan Neuberger studierte an der Filmakademie Baden-Württemberg in Ludwigsburg Regie für Dokumentarfilm. 2016 nahm er am Berlinale Talents Programm teil.
Für seine Kameraarbeit an den Dokumentarfilmen Meanwhile in Mamelodi (2012) und In der Kaserne (2020) wurde er für den Deutschen Kamerapreis nominiert.
2012 hatte die Kameraarbeit an seinem ersten Langspielfilm Sleepless Knights Premiere im Forum der Berlinale. 2019 erschien der Dokumentarfilm Heimat ist ein Raum aus Zeit unter der Regie von Thomas Heise, der auf zahlreichen internationalen Festivals lief und mehrfach ausgezeichnet wurde, darunter mit dem Großen Preis beim Vision Du Réel, dem Caligari Filmpreis auf der Berlinale und dem Deutschen Dokumentarfilmpreis 2019.
2019 feierte Zustand und Gelände unter der Regie von Ute Adamczewski zuerst seine internationale Premiere auf dem FID Marseille und wurde dort mit dem Prix Premiere geehrt, danach hatte der Film seine Deutschlandpremiere auf dem DOK Leipzig, wo er mit der Goldenen Taube im deutschen Wettbewerb und dem Verdi-Filmpreis ausgezeichnet wurde.

## Filmografie
- 2011: Turning Torso (Regie)
- 2011: Meanwhile in Mamelod (Kamera, Regie: Benjamin Kahlmeyer)
- 2012: Rekonstruktion (Kamera, Regie: Stefan Butzmühlen, Cristina Diz)
- 2012: Kedi (Regie)
- 2012: Sleepless Knights (Kamera, Regie: Stefan Butzmühlen, Cristina Diz)
- 2013: Spieler (Kamera, Regie: Katharina Copony)
- 2014: Die Unsichtbaren (Kamera, Regie: Benjamin Kahlmeyer)
- 2014: Fabrik (Kamera, Regie: Thomas Heise)
- 2015: Eisen (Kamera, Regie: Benjamin Kahlmeyer)
- 2016: Moghen Paris (Kamera, Regie: Katharina Copony)
- 2019: Heute oder Morgen (Kamera, Regie: Thomas Moritz Helm)
- 2019: Heimat ist ein Raum aus Zeit (Kamera, Regie: Thomas Heise)
- 2019: In der Kaserne (Kamera, Regie: Katharina Copony)
- 2019: Zustand und Gelände (Kamera, Regie: Ute Adamczewski)
- 2020: Wärmestube (Kamera, Regie: Georg Oberhumer)